# آلستر براونلی
آلستر براونلی (انگلیسی: Alistair Brownlee؛ زادهٔ ۲۳ آوریل ۱۹۸۸) ورزشکار ورزش سه‌گانه اهل بریتانیا است.
وی در مسابقات کشوری و بین‌المللی در مجموع برندهٔ ۱۵ مدال طلا، ۴ مدال نقره، ۲ مدال برنز شده‌است.